# هلین کاندمیر
هلین کاندمیر (انگلیسی: Helin Kandemir؛ زادهٔ ۲ ژوئن ۲۰۰۴) بازیگر، بازیگر سینما، بازیگر تلویزیون، صداپیشه، و مدل (شخص) اهل ترکیه است.